# Ternes (stanice metra v Paříži)

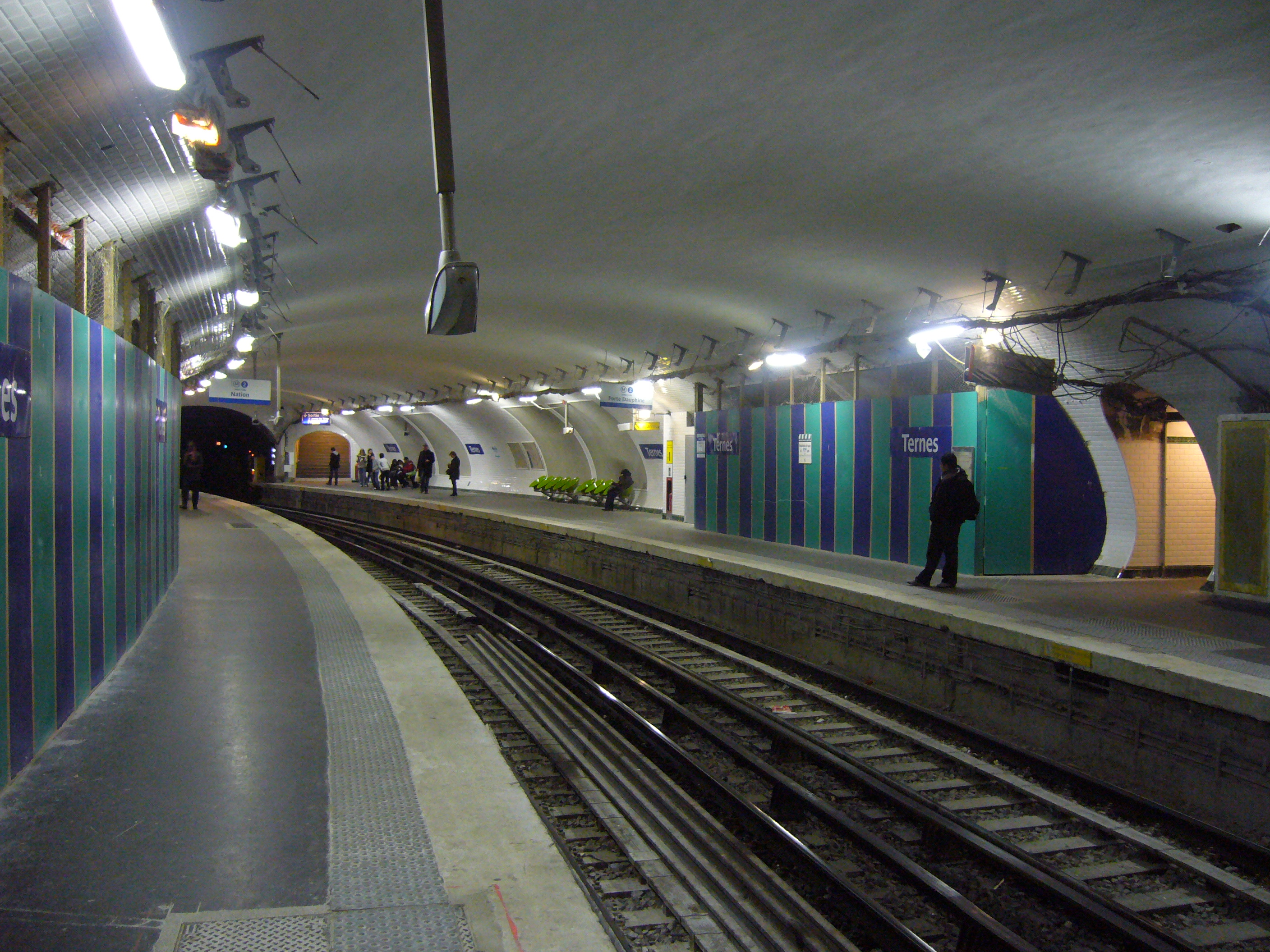
Nástupiště během stavebních prací

Ternes je nepřestupní stanice pařížského metra na lince 2. Nachází se na hranicích 8. a 17. obvodu v Paříži pod náměstím Place des Ternes.

## Historie
Stanice byla otevřena 7. října 1902 při prodloužení úseku linky mezi stanicemi Étoile a Anvers.
V letech 2007–2008 prošla stanice celkovou rekonstrukcí.

## Název
Jméno stanice je odvozeno od názvu náměstí Place des Ternes. Ternes byl název staré zemědělské usedlosti, která se zde nacházela ve středověku.